# Анфрид
Анфрид (Анфридий; лат. Anfridus или Anfridius; умер в 816) — епископ Брешиа (около 800—816).

## Биография
О происхождении и ранних годах жизни Анфрида сведений в средневековых исторических источниках почти не сохранилось. В трудах брешианских авторов сообщается только о том, что до получения епископского сана Анфрид был монахом в монастыре Святого Бенедикта в Лено.
В списках глав Брешианской епархии Анфрид упоминается как преемник епископа Куниперта. Предполагается, что он взошёл на епископскую кафедру в городе Брешиа около 800 года.
Первое свидетельство о Анфриде как епископе относится к 800 году, когда в одном из документов короля Италии Пипина глава Брешианской епархии вместе с епископом Пизы Регинардом был назван государевым посланцем. Этим двум прелатам поручалось расследовать обвинения в злоупотреблениях властью некоторыми королевскими чиновниками, творившими насилия над жителями Итальянского королевства. Во время пребывания Анфрида в Вероне он подвергся нападению обвинённого в преступлениях Утбальда, который нанёс епископу несколько ударов по лицу. После возвращения ко двору Пипина епископ Анфрид потребовал от короля осудить Утбальда, и в октябре того же года монарх лишил обидчика епископа должности.
По повелению Анфрида в Брешиа началось строительство нового собора, который должен был быть освящён в честь Фаустина и Иовиты, святых покровителей города. Для облегчения работ мощи этих святых были перенесены в одну из церквей за пределами города, а построенный ещё в III веке на месте их мученичества христианский храм (теперь церковь Сант-Анджела-Меричи) в 806 году был освящён в честь святой Афры Брешианской. Строительство собора Святых Фаустина и Иовиты продолжалось несколько десятилетий и завершилось уже при епископе Рамперте.
4 июня 813 года Анфрид как гарант исполнения обязательств подписал документ об обмене несколькими земельными наделами между брешианской церковью Святого Спасителя и аббатством Нонатола. Этот акт от имени императора Людовика I Благочестивого был завизирован государевым посланцем Адалардом Корбийским.
Анфрид скончался в 816 году и был похоронен в основанной им церкви Святых Фаустина и Иовиты. Сведения об этом сохранились в поминальной книге из монастыря Санта-Джулиа в Брешиа. В 1746 году после пожара в церкви останки Анфрида были помещены в одну раку с останками других брешианских епископов: Петра, Рамперта и Адельмана. Преемником Анфрида в Брешианской епархии был Пётр.